# Port lotniczy Ciudad Real
Port lotniczy Ciudad Real (hiszp. Aeropuerto Central Ciudad Real, kod IATA: CQM, kod ICAO: LERL) – nieczynne lotnisko położone w Ciudad Real, w Kastylii-La Manchy (Hiszpania) zarządzane przez spółkę CR International Airport.
Lotnisko zostało otwarte dla ruchu w czerwcu 2009 roku, a w czerwcu 2010 zaczęło przyjmować loty międzynarodowe. Już w październiku tego samego roku wstrzymano loty międzynarodowe, a wszelki ruch został wstrzymany do 2012 r. Właściciel i operator lotniska - CR Aeropuertos - zgłosił wniosek o upadłość. 
Lotnisko zostało następnie wystawione na sprzedaż, jednak mimo kilkukrotnego obniżenia ceny wywoławczej, nie znaleźli się chętni. 17 lipca 2015 roku media poinformowano, że chińska firma Tzaneen International złożyła ofertę kupna lotniska za niezwykle niską kwotę 10 850 euro. Oferta ta nie została jednak ostatecznie zaakceptowana.
Port lotniczy został ostatecznie sprzedany w kwietniu 2016 roku spółce Ciudad Real International Airport za cenę 56 milionów euro. Według informacji nowego operatora, planowane jest ponowne uruchomienie portu lotniczego do końca 2017 roku.